# Jacques Arago
Jacques Étienne Victor Arago (født 6. marts 1790 i Estagel, død 27. november 1855 i Rio de Janeiro) var en fransk forfatter, bror til François og Étienne Arago. 
Arago deltog i Freycinets verdensomsejling på skibene "Urania" og Physicienne" i årene 1817-1820. Rejsen gav ham inspiration til værker som Promenade autour du monde pendant les années (1817-20) (Paris 1822, 2 bind med atlas) og Souvenir d’un aveugle. Vouage autour du monde (1838, 2 bind, illustrationer, ny tekstudgave 1884).
Han boede i Bordeaux fra 1820-1829. Herefter flyttede han til Toulouse. Her skrev han vaudeviller, digte og romaner. I 1835 blev han direktør for teatret i Rouen, men måtte i 1837 forlade posten igen, da han blev blind.
I 1849 rejste han til Californien sammen med nogle guldgravere for at grave i en nyopdaget mine. Han vendte dog tilbage til Frankrig igen i 1850 og skrev Voyage d’un aveugle en Californie et dans les regions aurifères (1851) og Une vie agitée (1853, 3 bind). I 1855 rejste han til Brasilien, hvor han døde samme år.